# Tren de Arganda
El Tren de Arganda es un tren histórico español que transita por un tramo del histórico ferrocarril del Tajuña, en la Comunidad de Madrid. Los primeros servicios se pusieron en marcha a comienzos de 2001, contando con material móvil de carácter histórico. El tren de Arganda realiza un recorrido de varios kilómetros entre la estación de La Poveda y la laguna del Campillo

## Historia
El 30 de julio de 1886 se inauguró la línea de vía estrecha que enlazaba Madrid con Arganda del Rey y otras localidades de la zona, con un servicio mixto de pasajeros y mercancías. Este trazado, que acabaría conformándose como el ferrocarril del Tajuña, desde bien pronto se hizo muy popular entre la población de la zona. Los servicios ferroviarios entrarían en declive para la década de 1950, si bien un tramo se mantuvo en servicio hasta su clausura en 1997.
La Comunidad de Madrid adquirió el trazado, preservándose una sección del mismo. Se puso en marcha un tren turístico que circularía entre la estación de La Poveda y la laguna del Campillo (Rivas-Vaciamadrid), el denominado «tren de Arganda», que entró en servicio en febrero de 2001. Esta labor fue desarrollada principalmente por el Centro de Iniciativas Ferroviarias Vapor-Madrid (CIFVM), que restauró diverso material ferroviario histórico para su uso por el tren turístico. Destacan en este sentido dos locomotoras de vapor, la «Arganda» y «Áliva», fabricadas a comienzos del siglo XX. También se recuperaron para el servicio desde tractores diésel a coches de pasajeros de madera. Las circulaciones se producen durante los fines de semana.